# 20021 Kevinkell
20021 Kevinkell è un asteroide della fascia principale. Scoperto nel 1991, presenta un'orbita caratterizzata da un semiasse maggiore pari a 2,614031 UA e da un'eccentricità di 0,069298, inclinata di 15,709995° rispetto all'eclittica. Ha un diametro di 5,592 km.